# Jason Geria
Jason Geria (sinh ngày 10 tháng 5 năm 1993) là một cầu thủ bóng đá người Úc.

## Đội tuyển bóng đá quốc gia Úc
Jason Geria thi đấu cho đội tuyển bóng đá quốc gia Úc từ năm 2016.

## Thống kê sự nghiệp
| Đội tuyển bóng đá Úc | Đội tuyển bóng đá Úc | Đội tuyển bóng đá Úc |
| Năm                  | Trận                 | Bàn                  |
| -------------------- | -------------------- | -------------------- |
| 2016                 | 1                    | 0                    |
| Tổng cộng            | 1                    | 0                    |